# Sušice (ort i Tjeckien, Zlín)
Sušice är en ort i Tjeckien.   Den ligger i distriktet Okres Uherské Hradiště och regionen Zlín, i den östra delen av landet, 240 km öster om huvudstaden Prag. Sušice ligger 198 meter över havet och antalet invånare är 521.
Terrängen runt Sušice är varierad. Runt Sušice är det ganska tätbefolkat, med 111 invånare per kvadratkilometer. Närmaste större samhälle är Zlín, 19,6 km nordost om Sušice. Trakten runt Sušice består till största delen av jordbruksmark.